# Joanne Cuddihy
Joanne Cuddihy (* 11. Mai 1984 in Kilkenny, County Kilkenny) ist eine irische Sprinterin. Sie hält den irischen Rekord von 50,73 Sekunden über 400 Meter, der bei den Weltmeisterschaften 2007 in Osaka gemessen wurde.
Bei den Europameisterschaften 2006 in Göteborg wurde sie Achte über 400 Meter. 2008 nahm sie an den Olympischen Spielen in Peking teil. 2010 nahm sie an den Europameisterschaften in Barcelona teil.